# Kanun (direito)
O Kanun (em albanês também conhecido como Kanuni) é um conjunto de leis tradicionais albanesas. Primordialmente orais, foram publicadas na forma escrita apenas no século XX. Existe apenas um Kanun arcaico, comumente chamado de "Kanun de Leke", do qual seis variantes posteriores evoluíram posteriormente, e foram categorizadas de acordo com a região, a personalidade responsável e sua época de origem: o Kanun i vjetër ("Kanun antigo"), o Kanuni i Lekë Dukagjinit ("Kanun de Lekë Dukagjini"), o Kanuni i Çermenikës ("Kanun de Cermenica"), o Kanuni i Papa Zhulit ("Kanun de Papa Zhuli"), o Kanuni i Labërisë ("Kanun de Labëria") e o Kanuni i Skenderbeut ("Kanun de Skanderbeg") também conhecido como Kanuni i Arbërisë ("Kanun de Arbëria").
O Kanun de Skanderbeg é o que mais se aproxima da versão do Kanun de Lekë Dukagjini, e este costuma ser o mais conhecido, e tido como sinônimo do termo kanun. O Kanun de Lekë Dukagjini foi desenvolvido, como o nome diz, por Lekë Dukagjini, que codificou as leis e costumes existentes. Desde então, vem sendo aplicado principalmente no norte da Albânia e no Kosovo. Foi codificado no século XV, porém seu uso já era amplamente difundido desde a Era do Bronze.  Foi utilizado da mesma maneira até meados do século XX, e seu uso foi retomado recentemente, após a queda do regime comunista no início da década de 1990.

## Etimologia
O termo kanun vem do grego "κανών" (kanōn, "cânone"), que significa, entre outras coisas, "vara" ou "regra" e foi transportada do grego para o árabe e posteriormente para o turco e o albanês. O código também já foi conhecido como Doke.